# Araputanga
Araputanga – miasto i gmina w Brazylii, w stanie Mato Grosso.